# Йоотме
Йо́отме (ест. Jootme küla) — село в Естонії, у волості Ляене-Сааре повіту Сааремаа.

## Населення
Чисельність населення на 31 грудня 2011 року становила 13 осіб.

## Географія
На захід від села проходить автошлях 86 (Курессааре — Вигма — Панґа).

## Історія
До 12 грудня 2014 року село входило до складу волості Каарма.